# 比拉里
比拉里（Bilari），是印度北方邦Moradabad县的一个城镇。总人口30246（2001年）。

## 人口
该地2001年总人口30246人，其中男性15992人，女性14254人；0—6岁人口5229人，其中男2697人，女2532人；识字率44.70%，其中男性为51.00%，女性为37.63%。